# Jai Taurima
Jai Taurima (ur. 26 czerwca 1972) – australijski lekkoatleta, skoczek w dal. 

## Osiągnięcia
- srebro[1] Igrzysk Wspólnoty Narodów (Kuala Lumpur 1998)
- 2. miejsce w Pucharze świata (Johannesburg 1998)
- 4. miejsce podczas Mistrzostw Świata w Lekkoatletyce (Sewilla 1999)
- srebrny medal Igrzysk olimpijskich (Sydney 2000)

## Rekordy życiowe
- Skok w dal - 8.49 (2000) rekord Australii i Oceanii